# Кот-при-Ракитниці
Кот-при-Ракитниці (словен. Kot pri Rakitnici) — поселення в общині Рибниця, регіон Південно-Східна Словенія, Словенія.